# Larissa Hartmann
Larissa Hartmann (* 11. August 1997 in Hamburg) ist eine deutsche Theaterschauspielerin und ehemalige Kinderdarstellerin. Als solche war sie unter dem Namen Lale H. Mann in der Kinderkrimiserie Die Pfefferkörner aktiv.

## Leben
Larissa Hartmann spielte von 2010 bis 2011 in der deutschen Kinderkrimiserie Die Pfefferkörner als Lina Lange.
Im Anschluss studierte sie Musical an der Bayerischen Theaterakademie August Everding und schloss dort 2022 mit einem Master ab. Nach dem Studium spielte sie unter anderem am Deutschen Theater München, am Staatstheater Augsburg, am Stadttheater Fürth und am Theater Heilbronn. In der Spielzeit 2023/2024 hatte Larissa ihr Debüt am Hessischen Staatstheater Wiesbaden in Follies von Stephen Sondheim.

## Filmografie
- 2005: Willkommen im Club
- 2005: Großstadtrevier – Folge 213: Blind Date (Rolle: Denis Rosenau)
- 2005: Die Nacht der großen Flut als Christina Langer (Fernsehfilm)
- 2009: Summertime Blues  (namenlose Rolle, uncredited)
- 2010–2011: Die Pfefferkörner (Fernsehserie, 24 Folgen)

## Theaterrollen
- 2019: Peter Pan und American Idiot am Prinzregententheater und am Tiroler Landestheater
- 2020: The Famous Door On Swing Street (Welturaufführung) am Stadttheater Fürth
- 2021: Palast des Lächelns (Laurel, Uraufführung) und Working (Delores, Theresa, Candy und Amanda) am Deutschen Theater München
- 2022: Der kleine Horrorladen (Soulgirl Crystal) am Deutschen Theater München
- 2022: Kiss Me, Kate (Lois/Bianca sowie Ensemble) und Herz aus Gold (Cover Herold/Ensemble) im Staatstheater Augsburg
- 2022: High Society (Dinah Lord) am Theater Heilbronn
- 2022: Senta und die verfluchte Partitur (Tranquila) mit den Senta und die verfluchte Partitur
- 2023: 3 Musketiere (Constance) am Staatstheater Augsburg
- 2023: Follies (Junge Phyllis) im Hessischen Staatstheater Wiesbaden
- 2024–2025: Der kleine Horrorladen (Musical) (Ciffron) im Vogtlandtheater Zwickau-Plauen
- 2024: Die Stille Nacht (Engel)
- 2025: Love, Amy (Tänzerin, Dance Captain, Chroeografische Assistenz) am Theater Heilbronn